# Doncourt-lès-Longuyon
Doncourt-lès-Longuyon é uma comuna francesa na região administrativa de Grande Leste, no departamento de Meurthe-et-Moselle. Estende-se por uma área de 5,62 km². Em 2010 a comuna tinha 300 habitantes (densidade: 53,4 hab./km²).